# Inveraray
Pour les articles homonymes, voir Wick.
Inveraray est un burgh royal dans le council area d'Argyll and Bute, en Écosse. Il est situé sur la rive ouest du Loch Fyne, et sur la route A83. Il s'agit de la demeure ancestrale du Duc d'Argyll.

## Écusson
Les armoiries de la ville représentent un filet jeté sur l'océan, dans lequel sont empêtrés cinq harengs.
Arthur Charles Fox-Davies, dans son livre de 1909 A Complete Guide to Heraldry ("Un Guide complet à la Héraldique"), note :

« Il n'y a aucun doute sur son usage ancien. …et le blason, d'après la forme représentée sur le sceau, serait pour le champ : "La propre mer, en cela un filet suspendu de la dextre le sinistre coupé des pointes à la base; et empêtrés dans ses mailles cinq harengs". Il s'agit sûrement de l'écusson le plus remarquable que j'aie jamais trouvé. »

## Le château d'Inveraray
En 1744, le troisième Duc d'Argyll décida de démolir le château existant et recommencer à zéro avec un nouveau bâtiment. Le château fut en construction pendant 40 ans, le travail fut largement supervisé par la famille Adam, aujourd'hui encore renommée pour ses architectes et designers talentueux. La construction finale n'était pas un château au sens traditionnel mais un très grand manoir Géorgien classique, le Château d'Inveraray.
Au fil des années, le château accueillit de nombreux personnages célèbres; La reine Victoria le visita en 1847, et la connexion royale fut cimentée quand sa fille, la Princesse Louise, épousa l'héritier de la chefferie Campbell, le Marquis de Lorne, en 1871, illustrant la position élevée de la famille Argyll dans la hiérarchie sociale de l'époque.
Avant la reconstruction du château, la ville était un peu plus qu'un ensemble de petits cottages adjacents au château et le duc souhaitait que la population soit déplacée pour améliorer l'apparence de sa propriété.

## Reconstruction de la ville

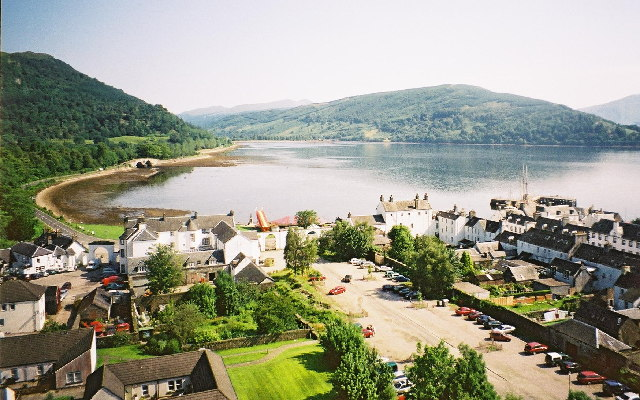
Vue depuis la Tour

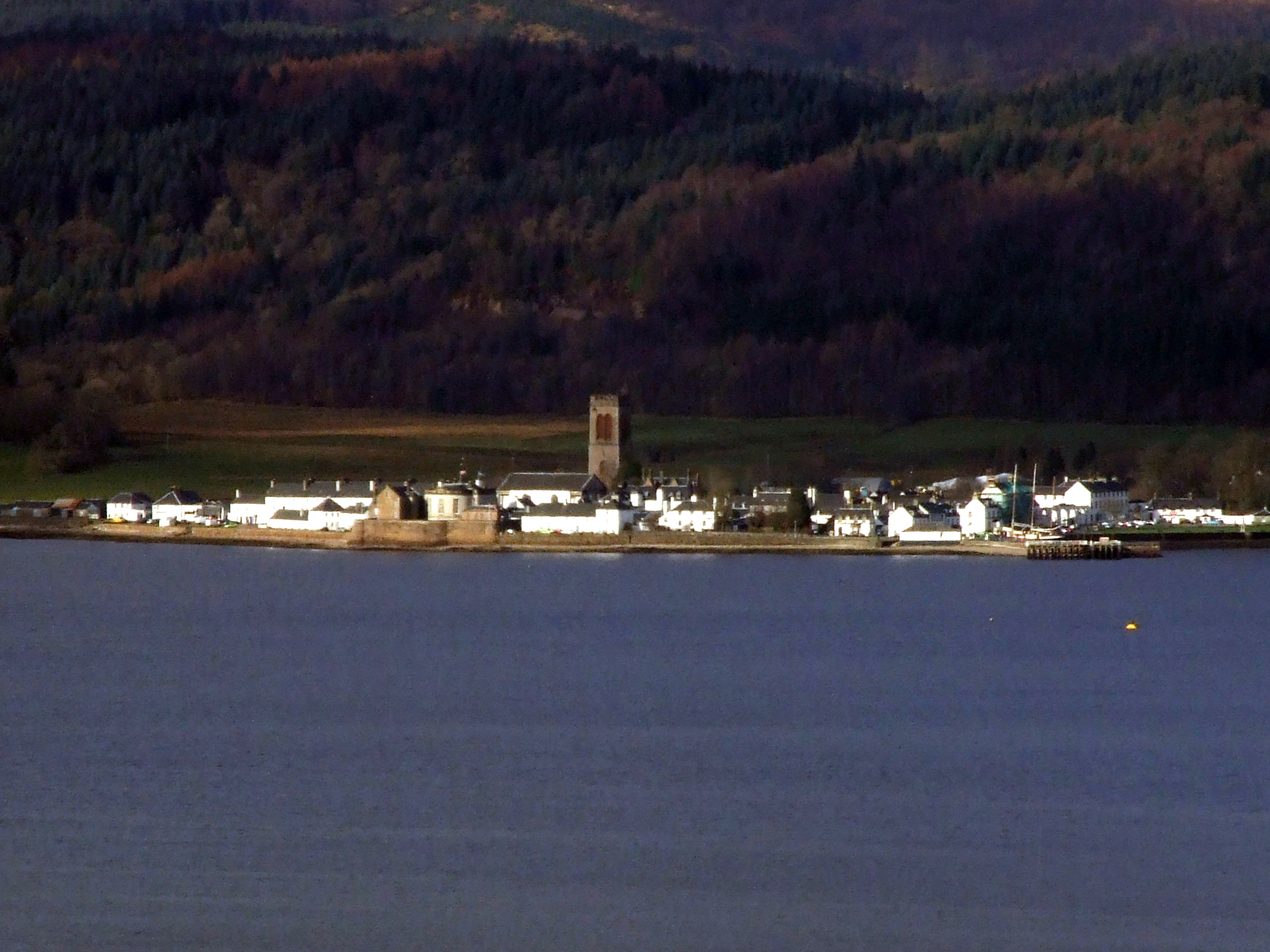
Vue depuis la B839 sur le côté est du Loch Fyne

Dès 1747, William Adam avait dessiné les plans pour une nouvelle Inveraray. Cependant, en 1770, presque rien n'avait été fait et c'est le cinquième duc d'Argyll qui fit reconstruire la ville dans sa forme actuelle. Une partie de ce travail a été fait par John Adam, étant propriétaire du Argyll Hotel donnant sur Front Street, ainsi que de la Mairie.
La plupart du reste de la ville, dont l'église, fut conçue par le célèbre architecte d'Édimbourg, Robert Mylne (1733-1811) entre 1772 et 1800. Le résultat final est une ville attrayante comprenant des maisons pour les travailleurs, un foulon et un quai destiné à la pêche au hareng, qui allait plus tard jouer un rôle majeur dans l'économie de la ville.
C'est un des meilleurs exemples de ville nouvelle écossaise du XVIIIe siècle. La grande majorité des propriétés au centre d'Inveraray est sous protection en raison de l'importance architecturale de la ville. Le célèbre essayiste Docteur Johnson, alors qu'il n'était pas fervent de l'Écosse, commenta la nouvelle Inveraray : « Ce que j'admire ici, c'est le mépris total des dépenses. »

## Attractions touristiques

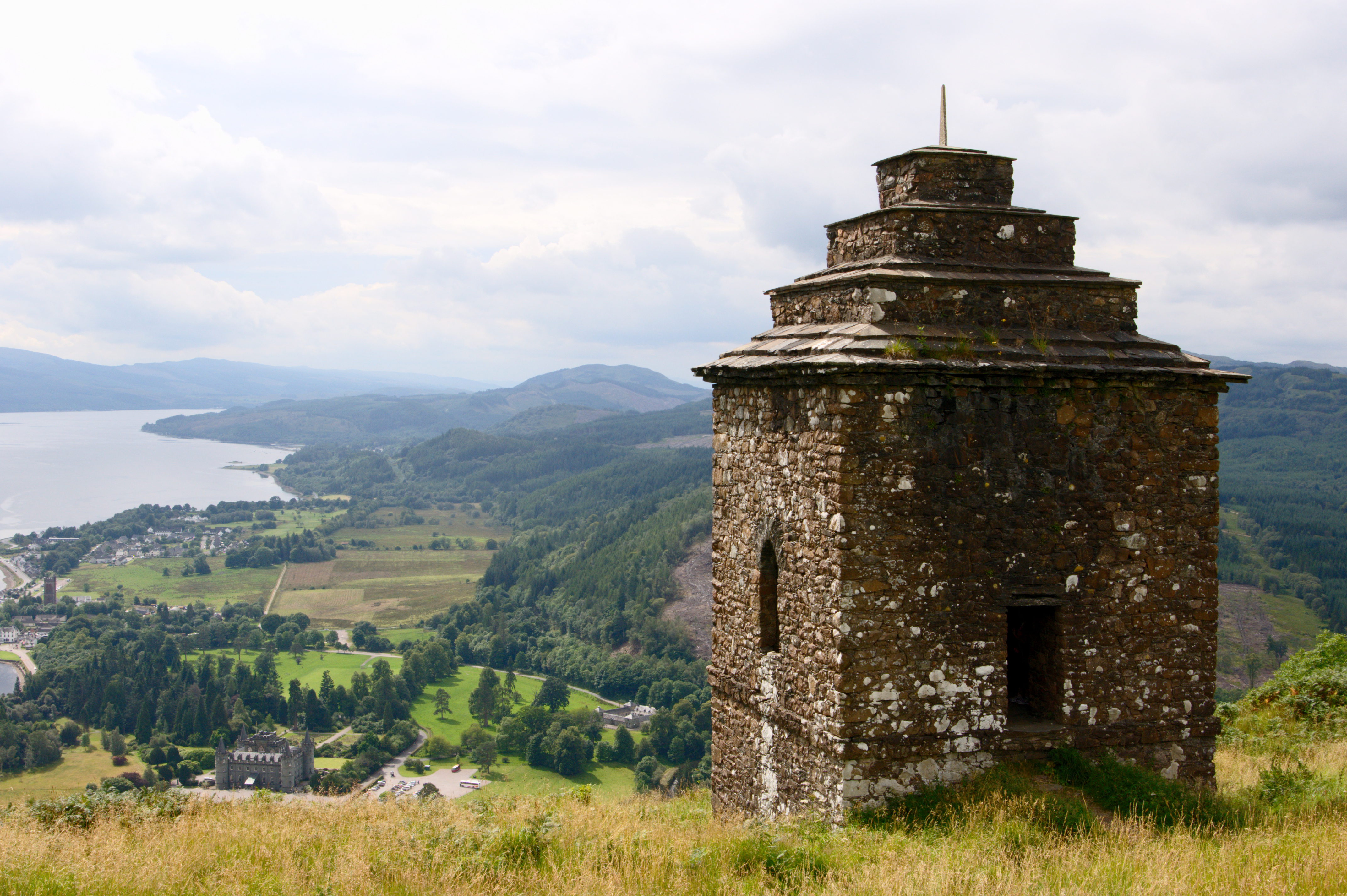
Tour de guet sur Dun na Cuiache, au-dessus d'Inveraray avec vue sur le château et la ville

Les maisons blanches distinctives sur la rive du Loch Fyne rendent la ville photogénique. Inveraray est une destination touristique populaire, comprenant un certain nombre d'attractions en plus du château. La prison d'Inveraray, d'architecture géorgienne située dans le bourg est maintenant un musée. Parmi les autres attractions, on trouve l'Argyll Folk Museum à Auchindrain. La Croix d'Inveraray (une croix celtique) peut aussi être vue dans la ville.
Comme la réglementation du gouvernement écossais de 2004 a rendu obligatoire une pause toutes les heures pour les chauffeurs d'autobus, la ville est devenue un arrêt de l'entraîneur principal, car elle est située à presque exactement deux heures de route de Glasgow. Tous les services reliant Campbeltown, Oban et Fort William à Glasgow s'arrêtent à Inveraray, pour environ 15 minutes.

## Sport
Le Shinty est un sport populaire local. En 2004, le Inveraray Shinty Club remporte la Camanachd Cup, et est sacré champion écossais. En 2005 est formé le Inveraray and District Pipe band (groupe de cornemuse d'Inveraray et ses alentours), après une interruption de 70 ans. Lors de leur première année de compétition, en 2006, le groupe remporte un trophée à chacune d'elles. Il est actuellement champion du monde Grade 1.

## Le puits à souhaits
Le Puits à Souhaits, prononcé Bealachanuaran. Il est conçu en 1747 par William Adam. À l'intérieur, une source éternelle se jette dans un bassin de pierre. Le trop-plein d'eau est évacué par un chenal sinueux peu profond. Dans les années 1770, l'eau était acheminée par des tuyaux de bois à une citerne pour les besoins de la nouvelle ville d'Inveraray. Lors de l'excavation des fondations de la Bell Tower en 1923, un ancien tuyau de 3 mètres est déterré. Il est connu comme le puits à souhaits.